# Yiánnis Boutáris
Yiánnis Boutáris (en grec moderne : Γιάννης Μπουτάρης), né le 13 juin 1942 à Thessalonique (Grèce) et mort le 9 novembre 2024 dans la même ville, est un homme d'affaires et un homme politique grec. 
Membre du parti Drassi et considéré proche du PASOK, il est élu en novembre 2010 maire de Thessalonique. Il occupe cette fonction du 1er janvier 2011 au 31 août 2019.

## Biographie
Yiánnis Boutáris a fait ses études de chimie à l'université Aristote de Thessalonique. Il est membre de la famille qui possède l'entreprise viticole Boutari.